# Sinan Al Kuri
Sinan Al-Kurikchi (* 10. August 1979) ist ein deutscher Schauspieler.

## Leben
Al Kuri hatte Rollen u. a. in deutschen Fernsehkrimis, größere z. B. in SOKO Leipzig und dem Tatort-Krimi Baum der Erlösung. Am Theater spielte er 2007 den Abraham in Neco Çeliks beachteter Romeo-und-Julia-Inszenierung am Hebbel am Ufer, wo er in derselben Spielzeit in weiteren Inszenierungen zu sehen war. Vorherige Stationen seiner Theaterarbeit waren das Freie Theater Berlin und das Freie Theater Stuttgart.
Al Kuri beherrscht neben seiner deutschen Muttersprache und hessischem Dialekt die türkische, die arabische und die englische Sprache. Neben seiner Tätigkeit als Schauspieler war er auch als Schnittassistent tätig.
2007 drehte Christoph Heller den Dokumentarfilm „Mein Vater. Mein Onkel.“ (2009). Der Film hat eine Familienzusammenführung zwischen dem Schauspieler und dem irakischen Teil seiner Familie zum Thema. Nach zahlreichen internationalen Festivalauftritten lief der Film im April bzw. Mai 2010 im deutschsprachigen Raum an.
Als Autor, Regisseur und Hauptdarsteller produzierte Al Kuri zuerst in eigener Produktion, später mit Hilfe der Antara Filmproduktion & Sounddesign die Internetserie Stadthelden. Im November 2010 wurde sie auf Youtube veröffentlicht.
2011 spielte er in der Soap Gute Zeiten, schlechte Zeiten den Arzt Dr. Kaan Demir.

## Filmografie (Auswahl)
- 2009: Tatort: Baum der Erlösung
- 2011: Tatort: Der Weg ins Paradies
- 2016: Pokerface – Oma zockt sie alle ab
- 2016: Operation Naked (Fernsehfilm)

## Hörspiele
- 2015: Christoph Güsken: Gotteskrieger – Regie: Klaus-Michael Klingsporn (Kriminalhörspiel – DKultur)